# 阿尔贝托·莫拉维亚
阿尔贝托·莫拉维亚（義大利語：Alberto Moravia，1907年11月28日—1990年9月26日）是20世纪意大利著名小说家。

## 生平

### 早年
阿尔贝托·莫拉维亚生于罗马的一个中产阶级家庭，莫拉维亚是笔名，来自祖母的姓氏。他的父亲卡洛是犹太人，是建筑师和画家。母亲特瑞萨（Teresa Iginia De Marsanich）来自安科纳，是达尔马提亚族裔。
莫拉维亚九岁时患上骨结核病，卧床五年，并中止了学业。前三年他呆在家里，后来两年则在疗养地科爾蒂納丹佩佐（意大利东北部）度过。莫拉维亚把时间都消磨在书本中。他最喜爱的作家包括陀思妥耶夫斯基、乔伊斯、亚里士多德、卡洛·哥爾多尼、莎士比亚、莫里哀、马拉美等。他学习了法语和德语，并用这两种语言开始创作诗歌。

### 法西斯的查禁
1925年，莫拉维亚离开了疗养地迁居布雷薩諾內，他开始写作自己的第一部小说《冷漠的人们》（Gli Indifferenti），并与1929年自费出版。小说获得了广泛的注意。这一时期，莫拉维亚结识了Corrado Alvaro和Massimo Bontempelli，开始为杂志《900》撰写文章。这本杂志上也发表了他最早的短篇小说Lassitude de courtisane等。他也为馬拉帕爾泰编辑的报纸La Stampa写稿。1933年，他与Mario Pannunzio一起创办了文学评论《个性》（Caratteri）和《今日》（Oggi）。
二战迫近，法西斯查禁了莫拉维亚的小说《化妆舞会》（La mascherata，1941）、《错误的野心》（Le ambizioni sbagliate，1935）和《两名少年》（Agostino，1941）。为了避过法西斯的审查，莫拉维亚在这个时期写作了不少超现实主义和寓言性的作品，1941年《化妆舞会》的第二版被禁之后，他不得不使用假名出版自己的作品。同年他与小说家艾爾莎·莫蘭黛结婚。两人在卡普里生活了一段时间，《两名少年》即是在那里写作的。
1943年休战后，莫拉维亚夫妇到Ciociaria边境的豐迪避乱，这段经历后来为《两个女人》（La ciociara）提供了灵感。

### 战后
1944年5月罗马解放。莫拉维亚返回罗马，继续为报纸写作。战后他的声望日隆，小说《罗马女人》（La Romana，1947）等均获好评。1952年他获得了斯特雷加奖（Premio Strega）。他的作品被翻译成多国文字，并多次被改编成电影。1953年，莫拉维亚创办了文学期刊Nuovi Argomenti，其编辑包括帕索里尼等人。50年代开始，莫拉维亚为一些重要作品写过序言，还为《快报》（L'Espresso）写作影评，并与1975年结集出版。
1960年莫拉维亚出版了他最著名的小说之一《烦闷》（La noia），获得Viareggio奖（Premio Viareggio）并于1962年改编成电影。1998年的电影L'ennui也借鉴了这本小说。
1962年，莫拉维亚与艾尔莎分手，开始与年轻作家達契亞·瑪拉依妮同居。他把更多的精力放在戏剧上。1966年，他与瑪拉依妮、Enzo Siciliano等人一起创建了Il Porcospino，上演他本人及其他作者的戏剧。1967年，威尼斯电影节邀请莫拉维亚担任评委会主席。同年，莫拉维亚访问了中国、日本和韩国，1972年访问了非洲，1982年他再度访问日本时在广岛停留，并发表了关于原子弹的文章。他与数位著名科学家和政治家的访谈结集为《核战的冬天》（L'inverno nucleare）。

### 晚年
1984年，莫拉维亚作为意大利共产党的代表被选为欧洲议会议员，1985年，他获得“欧洲名人”（European Personality）的称号。
1986年，莫拉维亚与比他小45岁的Carmen Llera结婚，他的短篇小说集《情色故事》（La cosa e altri racconti）即献予她。
1990年9月，莫拉维亚在自己罗马寓所的浴室突发心脏病去世。同年他的自传《莫拉维亚的一生》（Vita di Moravia）出版。

## 题材和文风
莫拉维亚的大部分作品都以当今社会的伪善和道德匮乏为主题。有的作品中剖析了中产阶级的生活尤其是婚姻状态，有的作品则以理性和现实的角度表现间离的状态，政治主题也经常出现，1970年代开始的作品则表现出更多的试验性质和心理导向，例如《烦闷》中异常现实和情色的笔触。莫拉维亚的文风非常直率不加矫饰，往往只使用最基本的词汇。后期他则开始使用大量的内心独白。

## 作品所改编的电影
- 《两个女人》（La ciociara），1960年，由意大利新现实主义导演維多里奧·狄西嘉导演，索菲亚·罗兰主演。
- 《烦闷》（La noia），1963年由达米亚诺·达米亚尼导演，1964年以题名《空白画布》（The Empty Canvas）在美国上映。
- 《轻蔑》（Il disprezzo），1963年，由法国新浪潮导演戈达尔导演。
- 《冷漠的人们》（Gli indifferenti），1964年，由Francesco Maselli导演。
- 《同流者》（Il conformista），1970年，由貝納多·貝托魯奇导演。

## 作品列表
- "La cortigiana stanca" (1927)
- 冷漠的人们 (Gli indifferenti，1929)
- 错误的野心 (Le ambizioni sbagliate，1935)
- La bella vita (1935)
- L'imbroglio (1937，中篇集)
- I sogni del pigro (1940)
- 假面舞会 (La mascherata，1941)
- La cetonia (1943)
- L'amante infelice (1943)
- 两名少年 (Agostino, 1944)
- L'epidemia (1944，短篇集)
- 罗马女人 (La romana，1947)
- La disubbidienza (Disobedience, 1947)
- L'amore coniugale (1947，短篇集)
- 同流者 (Il conformista, 1947)
- L'amore coniugale (1949)
- 罗马故事 (Racconti romani, 1954，获Marzotto奖)
- Il disprezzo (A Ghost at Noon or Contempt, 1954)
- 两个女人 (La ciociara, 1957)
- Nuovi racconti romani (1959)
- La noia (The Empty Canvas, 1960)
- L'automa (The Fetish, 1962，短篇集)
- L'uomo come fine (1963, essay)
- L'attenzione (1965)
- La vita è gioco (1969)
- Il paradiso (1970)
- Io e lui (Him and Me, 1971)
- 你屬於哪個部落? (A quale tribù appartieni，1972)
- Un'altra vita (1973)
- Al cinema (1975，散文集)
- Boh (1976)
- Una vita interiore (1978)
- Impegno controvoglia (1980)
- 情色故事 (La cosa e altri racconti, 1983，短篇集)
- L'uomo che guarda (1985)
- L'inverno nucleare (1986，散文和访谈)
- La villa del venerdì e altri racconti (1990)